# Zbigniew Sztyc
Zbigniew Sztyc (ur. 14 lipca 1945 w Krakowie, zm. 10 lutego 2015 w Vipavie) – polski saksofonista, przed laty współpracownik Czesława Niemena.

## Życiorys
Mieszkał przy Rynku Głównym w Krakowie w Pałacu „Pod Baranami” – jego ojciec Stanisław był gospodarzem budynku, w którym do dziś mieści się słynny kabaret Piwnica pod Baranami. Jednym z nauczycieli Sztyca był Józef Łysak (ówczesny muzyk Filharmonii im. Karola Szymanowskiego w Krakowie), przedwojenny mistrz saksofonu, u którego uczyli się, m.in.: Jerzy Matuszkiewicz i Przemysław Dyakowski. Debiutował jako klarnecista w zespole dixielandowym. Grał na kontrabasie, a następnie na saksofonie w zespole Telstar. 
W późniejszym okresie dołączył do big-beatowej grupy Krakusy, z którą zwyciężył w konkursie zespołów big-beatowych Polski Południowej w 1963 roku. Był również członkiem zespołu Wiesław Schoenborn Quintet, a pod koniec 1964 roku został saksofonistą popularnych w połowie lat 60. XX w. Szwagrów. Kierownikiem artystycznym grupy był wówczas Wiesław Dymny, malarz i poeta związany z Piwnicą Pod Baranami. Z formacją zarejestrował nagrania dla warszawskiej rozgłośni radiowej oraz EPkę, pt. Hura Huba. Zbiór nagrań Szwagrów z lat 1965 i 1969 ukazał się nakładem Kameleon Records na krążku zatytułowanym Zrobimy huk. 
W połowie 1967 roku muzyk rozpoczął współpracę z Czesławem Niemenem, wchodząc w skład jego zespołu Akwarele, a następnie Niemen Enigmatic. Brał udział w sesjach nagraniowych albumów: Sukces (rok wyd.: 1968), Czy mnie jeszcze pamiętasz? (rok wyd. 1969) oraz Enigmatic (rok wyd. 1970). Ponadto wystąpił w kontrowersyjnym filmie Marka Piwowskiego Sukces i uczestniczył w obydwu włoskich trasach koncertowych Niemena (za drugim razem obok Zbigniewa Namysłowskiego). Po zakończeniu współpracy z grupą Niemen Enigmatic dołączył do zespołu Respekt pod kier. Antoniego Kopffa z którym dokonał nagrań radiowych i płytowych (czwórka, pt. Respekt z 1970 roku). 
W 1978 wyemigrował do Jugosławii, zmarł w Vipavie w wieku 70 lat. 4 marca 2015 roku pochowany został na Cmentarzu Rakowickim w Krakowie.